# Tajima Hiroaki
Hiroaki Tajima (sinh ngày 27 tháng 6 năm 1974) là một cầu thủ bóng đá người Nhật Bản.

## Sự nghiệp câu lạc bộ
Hiroaki Tajima đã từng chơi cho Shimizu S-Pulse, Honda, Yokohama FC và Sagawa Express Tokyo.